# Галерея Дмитрия Семёнова
Галерея Дмитрия Семёнова — галерея современного искусства в Санкт-Петербурге.

## История
Галерея создана в 1998 году Дмитрием Семеновым, человеком с медицинским образованием, заинтересовавшимся современным искусством в 1992 году.
Галерея проводит около шести выставок в год, а также участвует в московских арт-ярмарках «Арт-Манеж» и «Арт-Москва».

## Круг художников
- Штефан Шпихер (Швейцария)[2]
- Маде Вьянта (о. Бали)
- Йоаким Гранит (Швеция)
- Ульрих Вернер (Германия)
- Валерий Кошляков
- Юрий Шабельников
- Александр Сигутин
- Владимир Анзельм
- Сергей Шеховцев
- Александр Савко
- Александр Константинов